# Lorena Best Urday
Lorena Best Urday (Lima, 1972) es una directora, documentalista, guionista, educadora artística, investigadora y mediadora peruana. Dirigió largometrajes como A punto de despegar (2025) junto a Robinson Díaz y Las Lecturas (2015) producido por la Casa de la Literatura Peruana.
También, es cogestora del proyecto Archivo Reversible: Mujeres y no ficción en el Perú que resguarda, ordena y pone en acceso el trabajo audiovisual de mujeres peruanas vinculadas al cine. Lorena es tutora en el centro de experimentación cinematográfica Transfrontera. Además, educa en arte e interculturalidad desde la ONG Warmayllu.

## Formación académica
Lorena Best, cursó la carrera de Derecho en la Pontificia Universidad Católica del Perú (PUCP) durante la década de los 90. Es licenciada en Comunicación Social por la Universidad Federal de Río de Janeiro (UFRJ), Brasil. Posteriormente, obtuvo una maestría en Memoria Social en la Universidade do Rio de Janeiro (UNIRIO), Brasil.

## Carrera profesional
Después de estudiar en Brasil, regresa a Perú y desarrolla su primer documental  A punto de despegar que comenzó a rodar el 2012 marcada por la experiencia que tuvo 10 años atrás al visitar San Agustín, lugar que era una ex hacienda antes de pasar a ser un poblado con una tradición de más de 100 años. San Agustín está ubicado a espaldas del Aeropuerto Internacional Jorge Chávez, pero la expansión de este provocó el desalojo de sus habitantes, lo cual quedó registrado en este largometraje que codirigió con Robinson Díaz.
Dirigió el documental Las Lecturas (2015), producido con la Casa de la Literatura Peruana, el cual retrata las preferencias lectoras de un grupo de personas por medio del relato oral. Desde el 2020, dentro de la Casa de la Literatura Peruana, desarrolla el proyecto Cine en la escuela  junto a Verónica Zela con la finalidad de utilizar el audiovisual como herramienta pedagógica en las aulas a través de un repositorio con material abierto.
Además de su labor como directora, Best Urday ha participado como tutora en espacios de difusión audiovisual, incluyendo Transfrontera (Escuela de cine entre Perú, Chile y Bolivia) y Tejiendo Imágenes en Potosí, Bolivia. Fue parte del equipo de la Red de Archivos Fílmicos del Sur Peruano donde gestó el proyecto de preservación fílmica de la película Tacna y Arica y es educadora en la ONG Warmayllu, enfocada en el arte e interculturalidad.
Actualmente coordina con Isabel Seguí el repositorio Archivo Reversible: Mujeres y no ficción en el Perú que reúne el trabajo realizado por mujeres en el Perú entre 1970 y el 2020 por medio de documentos y películas de libre acceso.

## Filmografía
- A punto de despegar (2015)

- Las Lecturas (2015)